# Sara Doshō
Sara Doshō (土性 沙羅?, Doshō Sara; Mie, 17 ottobre 1994) è una lottatrice giapponese, campionessa olimpica nella lotta libera categoria 69 kg ai Giochi di Rio de Janeiro 2016.

## Palmarès
- Giochi olimpici

Rio de Janeiro 2016: oro nella lotta libera 69 kg.
- Mondiali

Budapest 2013: bronzo nei 67 kg
Tashkent 2014: argento nei 69 kg
Parigi 2017: oro nei 69 kg